# Agon-Coutainville
Agon-Coutainville ist eine französische Gemeinde mit 3013 Einwohnern (Stand 1. Januar 2022) im Département Manche in der Region Normandie.

## Geographie
Agon-Coutainville liegt an der Atlantikküste auf der Halbinsel Cotentin, rund zehn Kilometer westlich von Coutances. Wichtige Ortsteile sind Agon und Coutainville. Nachbarorte sind Blainville-sur-Mer, Saint-Malo-de-la-Lande und Tourville-sur-Sienne. Der Küstenabschnitt, in dem sich der Ort befindet, wird auch Côte des Havres genannt. Südlich des Ortes befindet sich das Naturschutzgebiet Pointe d’Agon, die südliche Gemeindegrenze bildet das Ästuar des Flusses Sienne.

## Geschichte
Die Geschichte der Dörfer Agon und Coutainville reicht bis ins Mittelalter zurück. Im Ortsteil Agon befand sich damals eine Burg, die zum Schutz des Hafens von Regnéville genutzt wurde.
Um das 15. Jahrhundert herum wurde das Herrenhaus von Coutainville erbaut.
Ihren heutigen Namen trägt die Gemeinde seit 1965, als sie sich von Agon nach Agon-Coutainville umbenannte.

### Bevölkerungsentwicklung
Sowohl die Einwohnerzahl als auch die Bevölkerungsdichte der Gemeinde sind seit den 1960er Jahren kontinuierlich gestiegen:
| Jahr      | 1968 | 1975 | 1982 | 1990 | 1999 | 2009 | 2018 |
| Einwohner | 2280 | 2349 | 2321 | 2510 | 2724 | 2826 | 2790 |

Quelle: INSEE

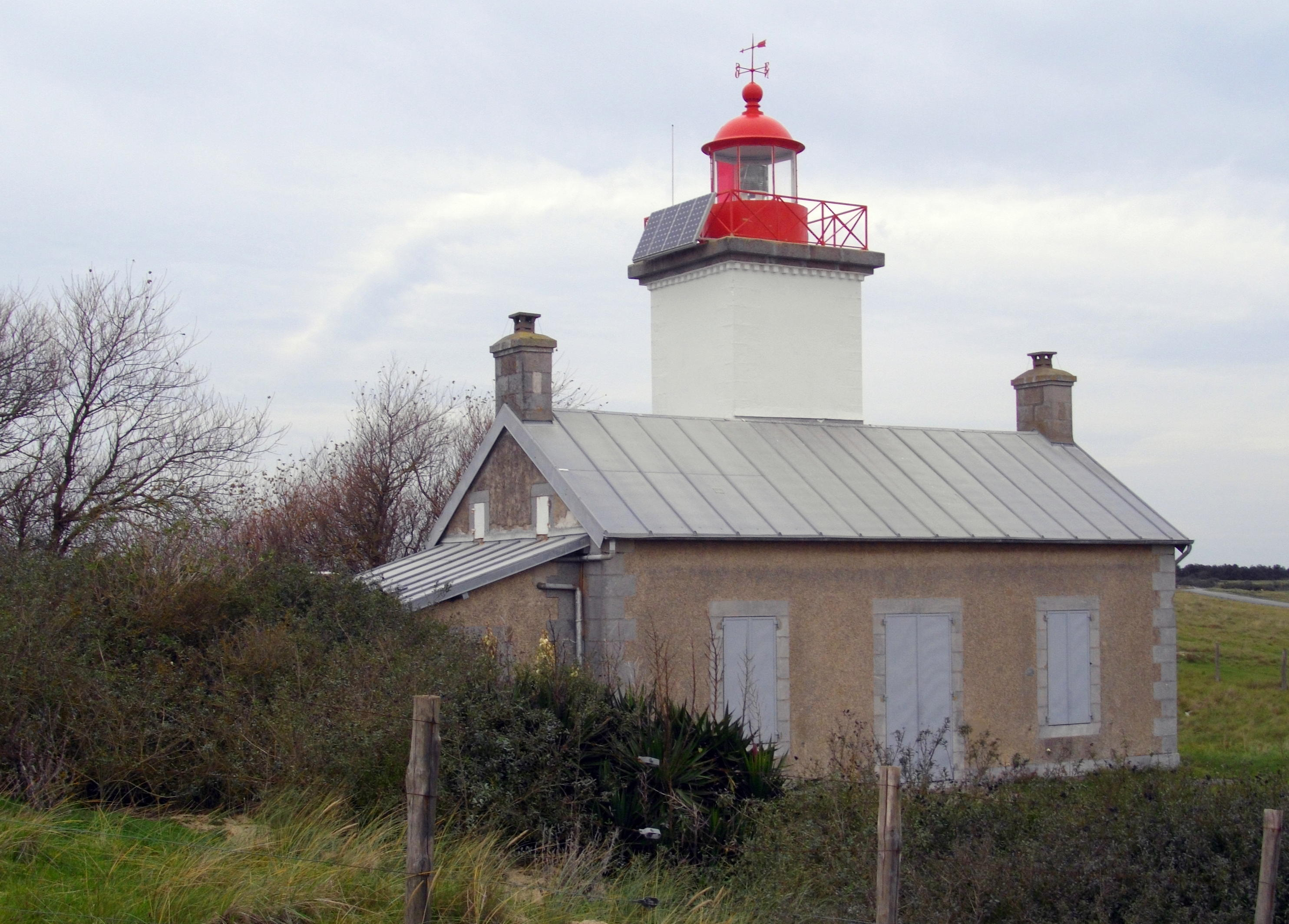
Leuchtturm auf der Pointe d’Agon
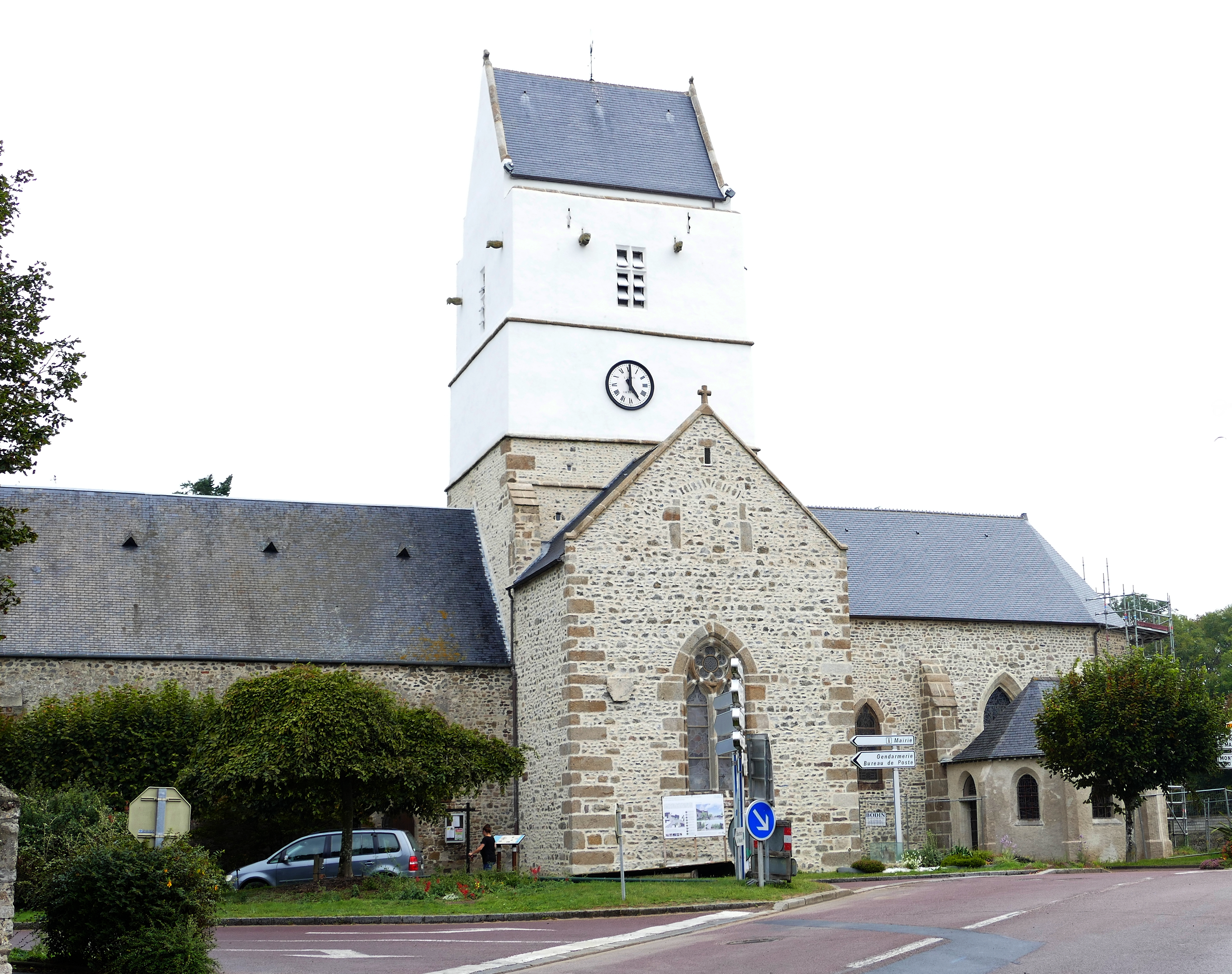
Kirche Saint-Evroult in Agon
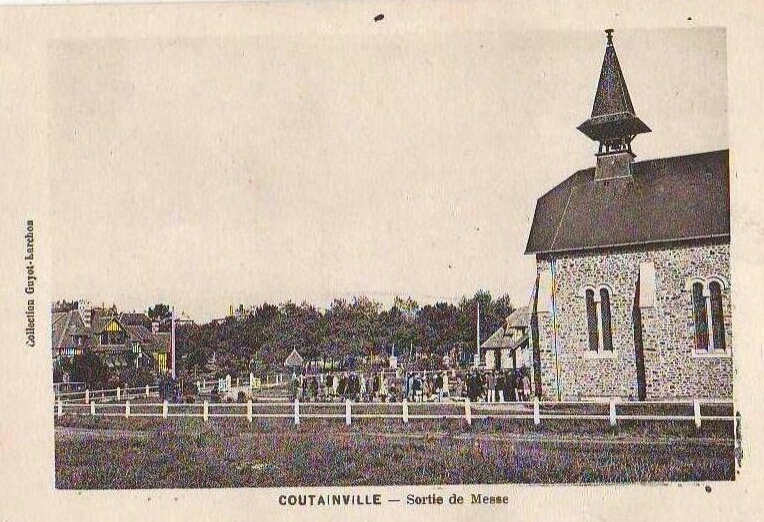
Kirche Notre-Dame-des-Flot in Coutainville (um 1925)

## Wirtschaft und Verkehr
Agon-Coutainville ist ein bedeutender Badeort an der Westküste der Halbinsel Cotentin. Dies spiegelt sich auch in der Beschäftigungsstruktur wider: ca. 81 % der Beschäftigten sind im tertiären Sektor beschäftigt, ca. 13 % im primären Sektor und ca. 6 % im sekundären Sektor.